# Tokijskie singielki i ich tęgie rozkminy
Tokijskie singielki i ich tęgie rozkminy (jap. 東京タラレバ娘 Tōkyō tarareba musume) – manga autorstwa Akiko Higashimury, publikowana na łamach magazynu „Kiss” wydawnictwa Kōdansha od marca 2014 do kwietnia 2017. Na jej podstawie powstała 10-odcinkowa TV drama emitowana w stacji Nippon TV od stycznia do marca 2017.
W Polsce manga ukazuje się nakładem wydawnictwa Studio JG.

## Fabuła
Rinko, 33-letnia scenarzystka mieszkająca w Tokio, wciąż pozostaje niezamężna. Czuje się niezadowolona zarówno z życia miłosnego, jak i zawodowego, dlatego często spotyka się ze swoimi najlepszymi przyjaciółkami z liceum, Kaori i Koyuki, na drinkach w izakayi. Pewnego dnia, gdy trzy kobiety rozmawiają o swoich nieudanych związkach, tajemniczy i przystojny młody mężczyzna o imieniu Key dołącza do nich i mówi, że pozostają niezamężne, ponieważ zawsze mówią „Gdybym zrobiła...” lub „Gdyby on był...”. Po usłyszeniu tych słów, Rinko postanawia, że wyjdzie za mąż do roku 2020, kiedy odbędą się Igrzyska Olimpijskie w Tokio.

## Manga
Manga ukazywała się od 24 marca 2014 do 25 kwietnia 2017 w magazynie „Kiss”. Została zebrana w 9 tankōbonach, wydanych między 12 września 2014 a 13 lipca 2017 nakładem wydawnictwa Kōdansha.
W Polsce prawa do dystrybucji serii nabyło Studio JG.
| Nr | Język japoński   | Język japoński         | Język polski         | Język polski           |
| Nr | Data wydania     | ISBN                   | Data wydania         | ISBN                   |
| -- | ---------------- | ---------------------- | -------------------- | ---------------------- |
| 1  | 12 września 2014 | ISBN 978-4-06-340935-2 | 21 października 2022 | ISBN 978-83-8001-976-8 |
| 2  | 13 maja 2015     | ISBN 978-4-06-340956-7 | 24 stycznia 2023     | ISBN 978-83-8257-060-1 |
| 3  | 12 sierpnia 2015 | ISBN 978-4-06-340964-2 | 27 marca 2023        | ISBN 978-83-8257-060-1 |
| 4  | 11 grudnia 2015  | ISBN 978-4-06-340974-1 | 5 czerwca 2023       | ISBN 978-83-8257-173-8 |
| 5  | 13 maja 2016     | ISBN 978-4-06-340988-8 | 21 sierpnia 2023     | ISBN 978-83-8257-223-0 |
| 6  | 13 września 2016 | ISBN 978-4-06-340997-0 | 13 listopada 2023    | ISBN 978-83-8257-291-9 |
| 7  | 13 stycznia 2017 | ISBN 978-4-06-398007-3 | 27 maja 2024         | ISBN 978-83-8257-339-8 |
| 8  | 13 kwietnia 2017 | ISBN 978-4-06-398017-2 | 29 lipca 2024        | ISBN 978-83-8257-484-5 |
| 9  | 13 lipca 2017    | ISBN 978-4-06-398024-0 | 29 lipca 2024        | ISBN 978-83-8257-485-2 |

Spin-off, zatytułowany Tōkyō tarareba musume bangai-hen: Tarare-Bar (jap. 東京タラレバ娘番外編 タラレBar), ukazywał się w magazynie „Kiss” od 25 października 2017 do 25 grudnia 2018. Wydawnictwo Kōdansha opublikowało go w jednym tankōbonie, wydanym 13 marca 2019.
Drugi spin-off, zatytułowany Tōkyō tarareba musume Returns (jap. 東京タラレバ娘 リターンズ), opowiada o życiu Rinko, Kaori i Koyuki po wydarzeniach z głównej serii. Był publikowany w magazynie „Kiss” od 25 października do 25 grudnia 2018. Został zebrany w jednym tankōbonie, wydanym 13 marca 2019.
Trzeci spin-off, zatytułowany Tōkyō tarareba musume Season 2 (jap. 東京タラレバ娘 シーズン2), śledzi losy nowej obsady postaci i koncentruje się na 30-letniej Reinie Hirocie, samotnej bibliotekarce, która mieszka z rodzicami. Seria była publikowana w magazynie „Kiss” od 25 kwietnia 2019 do 25 września 2021. Została zebrana w 6 tankōbonach, wydawanych od 11 października 2019 do 12 listopada 2021.
| Nr | Data wydania (język japoński) | ISBN (język japoński)  |
| -- | ----------------------------- | ---------------------- |
| 1  | 11 października 2019          | ISBN 978-4-06-517228-5 |
| 2  | 13 lutego 2020                | ISBN 978-4-06-518621-3 |
| 3  | 12 sierpnia 2020              | ISBN 978-4-06-520604-1 |
| 4  | 12 lutego 2021                | ISBN 978-4-06-522055-9 |
| 5  | 11 czerwca 2021               | ISBN 978-4-06-523627-7 |
| 6  | 11 listopada 2021             | ISBN 978-4-06-526090-6 |

## TV drama
10-odcinkowy dramat telewizyjny na podstawie mangi był emitowany w stacji Nippon TV od 18 stycznia do 22 marca 2017. Został wyreżyserowany przez Seiichiego Nagumo, Yumę Suzukiego i Naoko Komuro na podstawie scenariusza Yūko Matsudy. Motywem otwierającym jest utwór „Tokyo Girl” w wykonaniu grupy Perfume. 2 sierpnia 2017 serial został wydany w Japonii na nośnikach DVD i Blu-ray.
Dwugodzinny odcinek specjalny, zatytułowany Tōkyō tarareba musume 2020 (jap. 東京タラレバ娘2020), został wyemitowany 7 października 2020 w stacji Nippon TV. Za reżyserię odpowiadał Yuma Suzuki, za scenariusz zaś Yūko Matsuda.

### Obsada
Opracowano na podstawie źródła.
- Yuriko Yoshitaka – Rinko Kamata
- Nana Eikura – Kaori Yamakawa
- Yūko Ōshima – Koyuki Torii
- Kentarō Sakaguchi – Key
- Ryōhei Suzuki – Tetsuro Hayasaka
- Yūta Hiraoka – Ryo Samejima
- Ren Ishikawa – Mami Shibata
- Akio Kaneda – Yasuo Torii
- Kei Tanaka – Yoshio Marui
- Ryō Katō – Tara
- Ayaka Nishiwaki – Reba